# Cuenca del Zambeze

La cuenca del Zambeze.

La cuenca del Zambeze es una cuenca hidrográfica en África, cuyo principal caudal es el río Zambeze, siendo la cuarta cuenca más grande del continente, además de ser la cuenca más importante de África austral. Cubre un área de aproximadamente 1.390.000 km², cruzando regiones con alta densidad demográfica, a veces en áreas de baja densidad, como el Área de Conservación Transfronteriza Kavango-Zambeze. La Comisión del Curso de Agua del Zambeze (ZAMCOM) existe desde 2004 con el objetivo de fortalecer la cooperación para compartir los recursos en cuestión. Otra iniciativa supranacional para la gestión de cuencas es el Plan de Acción del Sistema del Río Zambeze (ZACPLAN).
El área de drenaje de la cuenca abarca ocho países: Angola, Botsuana, Tanzania, Namibia, Zambia, Zimbabue, Malaui y Mozambique, siendo el principal proveedor de agua dulce, electricidad y recursos pesqueros principalmente de las cinco últimas naciones. La cuenca alberga inmensas llanuras húmedas, siendo responsable de la regulación climática de un rico ecosistema de sabanas y bosques húmedos que la rodean.
Su principal curso navegable es a través del río Zambeze, siendo el tramo de la desembocadura en el océano Índico (más precisamente en el canal de Mozambique) hasta rodear la ciudad de Tete, en el noroeste de Mozambique. También existen cursos navegables en los lagos Cahora Bassa y Kariba, y en las llanuras de Mana Pools, Franja de Caprivi, Liuwa-Luena-Baroste-Siloana, Shire, Luangwa y el lago Malaui, siendo estos tres últimos navegables dentro de dos de sus trece subcuencas.
Dos importantes subcuencas de la cuenca del Zambeze están interconectadas con otros importantes sistemas africanos, a saber: (a) la subcuenca del lago Malaui/río Shire, que conecta con el Gran Valle del Rift, y; (b) la bifurcación perenne en el aliviadero de Selinda (o río Magwegana), en la subcuenca del río Cuando, que conecta la cuenca del Zambeze con la cuenca del Okavango.